# Frigg
Xin đọc bài Frigg (ban nhạc) cho ban nhạc có cùng tên.

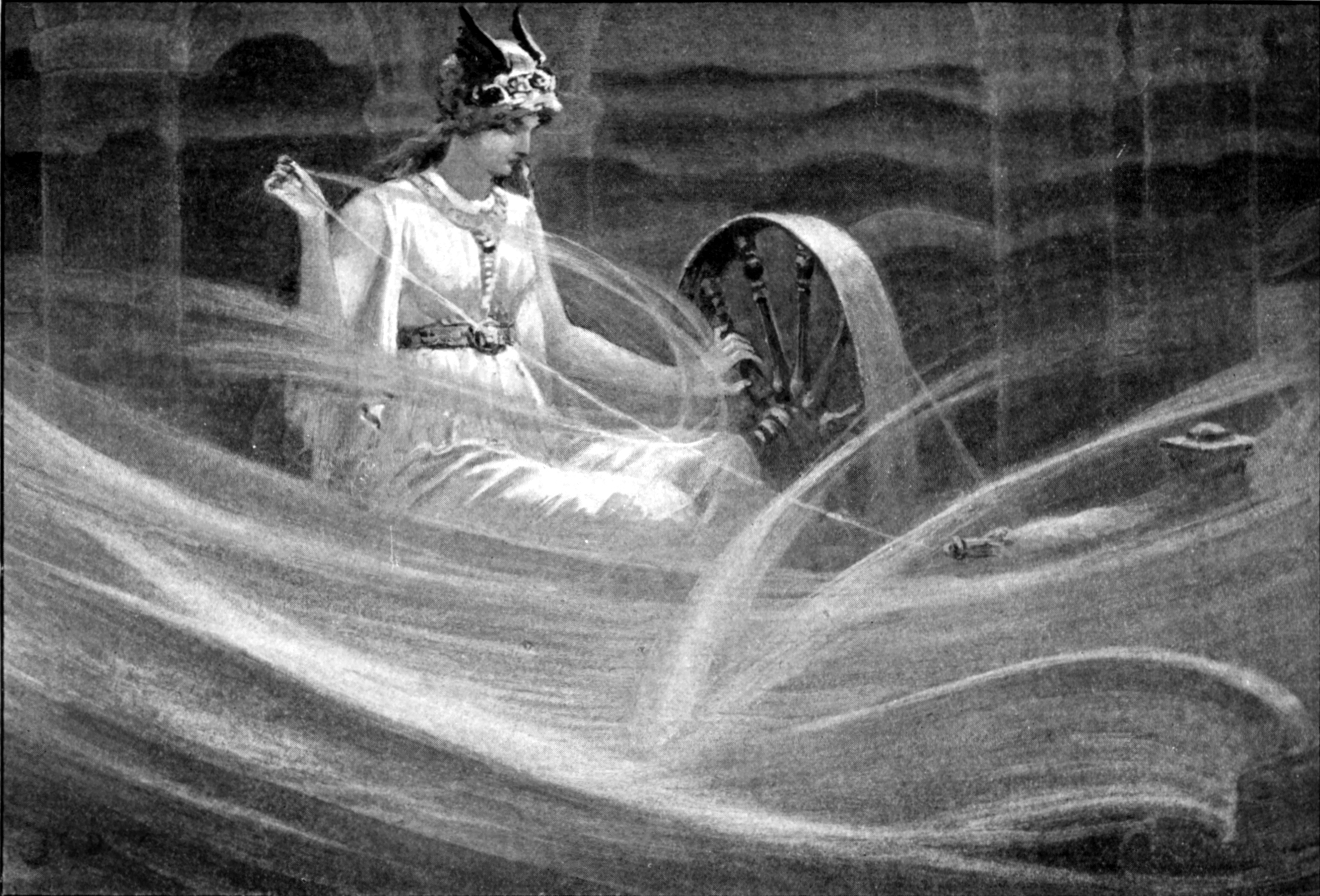
Frigg đang xe mây, tranh của J. C. Dollman

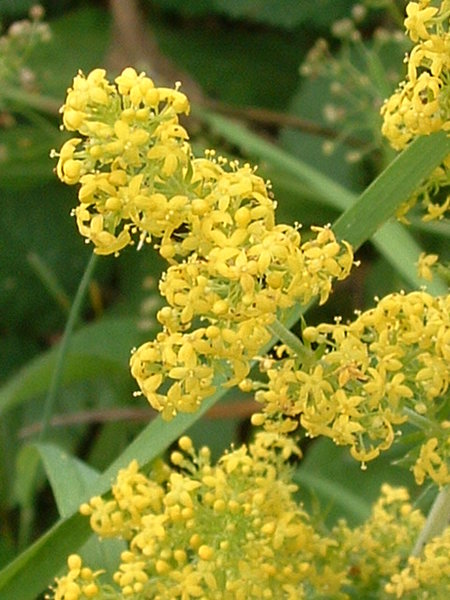
Cỏ của Frigg.

Trong thần thoại Đức và thần thoại Bắc Âu Frigg (hay Frigga, hay Friggja) là hoàng hậu của các vị thần, vợ của thần Odin và là nữ hoàng của Aesir. Frigg là nữ thần của sự sinh sản, hôn nhân, gia đình, tình mẫu tử. Bà được cho là thần bảo hộ cho phụ nữ, hạnh phúc gia đình,. Ngoài ra, Frigg còn được cho là nữ thần tiên tri, bởi cả Odin và Freyja từng nói rằng Frigg biết tất cả số phận nhưng bà không nói. Tên của Frigg có nguồn gốc từ chữ Fri, nghĩa là "yêu".
Frigg là con gái của thần đất Fjørgyn. Bà hoặc là chị hoặc là mẹ kế của thần Thor (mẹ của Thor là thần đất Jord, được nhân cách hóa giống cái, trong khi cha của Frigg là thần Fjørgyn, được nhân cách hóa giống đực).
Frigg là nữ thần lớn nhất của tộc Aesir, và vị thần duy nhất được Odin cho phép ngồi trên ngai vàng Hlidskjalf của mình. Khi ngồi trên ngai của Odin, Frigg có thể nhìn thấy mọi việc xảy ra trên thế gian. Bà có hai người con trai là Balder và Höðr (hay Hod). Balder là thần ánh sáng, là thần đẹp trai và được ưa thích nhất, nhưng Höðr lại là thần bóng tối và bị mù. Hermóðr, Heimdall, Tyr, Vidar, Váli là những riêng con của Odin.Mỗi ngày, nữ hoàng tuyển 11 thị nữ để dệt mây.
Frigg có lâu đài gọi là Fensalir, và có 9 nữ thần phụ giúp là Saga, Fir, Gefiun, Fulla, Vör, Syn, Hlín, Snotra và Gná.Lâu đài này dành riêng cho các cặp vợ chồng yêu thương nhau, những gia đình tiếp tục sinh sông sau khi chết.

## Truyện về Frigg

### Frigg và Balder

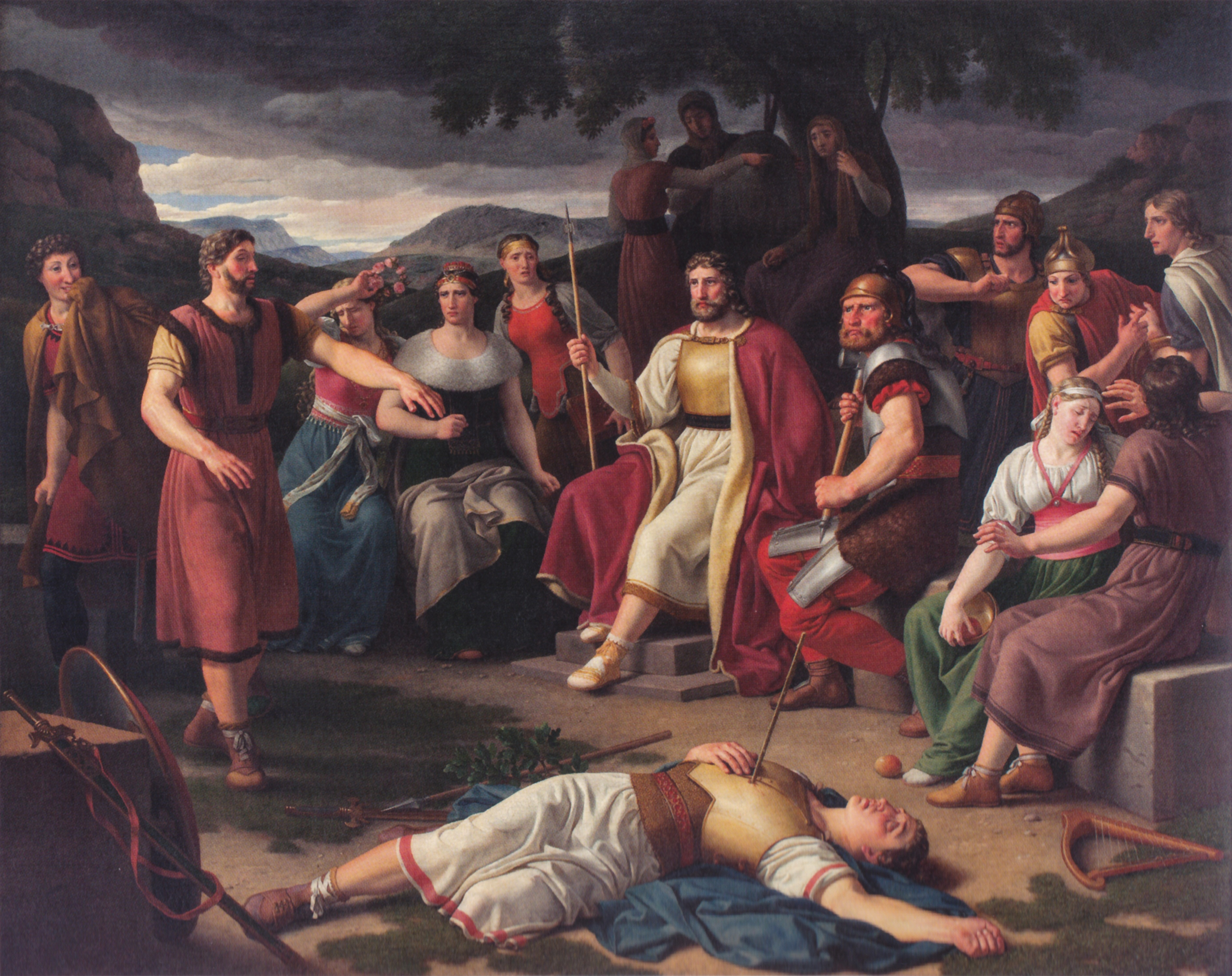
"Cái chết của Balder", tranh của Christoffer Wilhelm Eckersberg.

Trong truyện Edda, một hôm Balder nằm mơ thấy mình sẽ chết, và đến nói với mẹ. Frigg lo lắng, nên gọi vạn vật tới và bắt phải thề là không được làm hại Balder. Nhưng cây tầm gửi còn quá nhỏ, và Frigg không bắt nó phải thề. Các vị thần sau đó đã bày ra trò chơi ném đồ dao búa vào Balder, nhưng ông không bị gì cả. Tên khổng lồ Loki rất ghét Balder, hắn biến thành một người phụ nữ và lừa Frigg tiết lộ rằng Balder có thể bị hại bởi cây tầm gửi. Loki làm một mũi tên bằng cây tầm gửi và lừa vị thần mù Höðr bắn vào anh mình. Sau đó Frigg cùng Odin cố gắng hồi sinh Balder bằng cách phái thần Hermódr xuống địa ngục, nhưng Loki một lần nữa bày kế để hại họ. Khi Hel, con gái của Loki, bảo rằng nếu vạn vật trên thế gian đều khóc thì Balder mới được hồi sinh, Loki đã biến thành một bà già ngồi trong hang đá và không khóc. Vì thế Balder không được sống lại.
Tuy Frigg là nữ thần đứng đầu các thần Aesir, những truyện về Frigg còn lưu lại rất ít, và bà ít khi xuất hiện trong các bài thơ Edda. Ngay cả cuốn Edda bằng văn xuôi của Snorri Sturluson cũng rất ít tư liệu về Frigg. Do vậy chúng ta không biết vùng đất của Frigg gọi là gì (chỉ biết tên lâu đài). Trong cuốn "Lịch sử của người Langobards" có nhắc đến Frea, nữ thần tình yêu, là vợ của Odin, nhưng các nhà sử học không xác định được Frea ở đây chính xác là Frigg hay là Freyja. Tương tự, trong "bài ca Merseburg", có nhắc đến một nữ thần tên Friia, nhưng Friia ở đây được nghi ngờ là Frigg.

### Freyja và Frigg
Ở các bộ tộc miền nam nước Đức ngày xưa, người ta không phân biệt Freyja và Frigg và họ được xem là một. Nhưng ở miền bắc, Freyja và Frigg là khác nhau. Họ là hai vị nữ thần chính và được sùng bái nhiều nhất. Khi Thiên Chúa giáo xâm nhập vào Bắc Âu, các nhà truyền giáo đã tìm nhiều cách để đặt điều bôi xấu các vị thần cổ xưa (vì Thiên Chúa giáo chỉ công nhận một Chúa Trời duy nhất, và xem các vị thần cổ xưa là quỷ dữ). Frigg và Freyja là những vị thần bị bôi nhọ nhiều nhất bởi các giáo sĩ đó không thích phụ nữ, và đặc biệt ghét phù thủy. Vào khoảng thế kỉ thứ 10, phần lớn bán đảo Scandinavia đã được cải sang đạo Công giáo bởi bàn tay đẫm máu của vua Na Uy, Olaf Tryggvason. Sau thế kỉ 12, không còn ai tin vào các vị thần cổ xưa như Odin và Frigg nữa, và những đền thờ hay tư liệu cổ đều bị đốt và phá hủy.
Trong cuốn Gesta Danorum (Chiến tích của người Đan Mạch), Saxo Grammaticus viết rằng "Odin và Thor là những kẻ quỷ quyệt đã lừa người dân Bắc Âu thờ cúng chúng, chứ thật ra chẳng phải là thần gì cả". Saxo viết bằng tiếng Latin, ông ta là thư ký của một giáo chủ Thiên chúa giáo. Trong tác phẩm ấy, Saxo viết rằng Frigg đã ngủ với một tên người hầu để ăn cắp vàng của Odin. Trong cái gọi là Flateyjarbok (Sách của hòn đảo Flatey), hai tu sĩ Thiên chúa giáo cũng viết một câu chuyện tương tự để lăng nhục Freyja. Họ còn viết rằng Freyja và Odin đã biến người ta thành xác sống, nhưng vị vua "vĩ đại" Olaf Tryggvason và đạo quân Thiên chúa giáo của ông ta đã giải thoát cho họ. Cuốn Flateyjarbok cũng bao gồm vô số truyện ca ngợi Olaf Tryggvason.
Freya là nữ thần tình yêu Æsir, trong khi Frigg là nữ thần tối cao của Asir. Có rất nhiều sự tranh luận có cả ủng hộ lẫn cả phản đối rằng Frigg và Freyja là một, người này là hiện thân của người kia.
Và lý lẽ dựa vào sự phân tích ngôn ngữ, những lý lẽ khác dựa vào một thực tế rằng Freyja không được biết tới ở Nam Đức, chỉ được biết tới ở phía Bắc Đức, và ở một vài nơi hai nữ thần được cho là một, và nơi khác thì hai người được cho là hoàn toàn riêng biệt, chủ yếu Freya ở Thụy Điển và Nauy, nơi có nhiều cánh tầm gửi - lại có điều là Frigg rất ghét Freya cũng chính vì nhánh tầm gửi giết chết con trai bà. Frigg nổi tiếng ở Nam đức, ngoài ra là Đan Mạch, Hà Lan, Ý và Iceland.

### Kết nối văn hóa
Có một câu chuyện trích từ cuốn " Người châu Âu và các câu chuyện" có một câu chuyện về Frigg và Hera, đã tạo ra đồ bói toán gỗ mê tín của người xưa. Hera và Frigg gặp nhau trong cuộc chiến bên trong châu Âu. Họ có nhiều điểm chung và quyết làm bạn, nhưng vì Châu âu có cuộc chiến nội bộ, họ không thể gặp nhau. Và đã tạo ra những mảnh gỗ hai mặt, hình chữ nhật nhỏ, có mặt sáng và tối, để liên lạc với nhau. Khi Odin phát hiện, Frigg vốn không thích chiến tranh, nên phải buộc cắt liên lạc. Nhưng Frigg cảm thấy buồn, nên mọi công việc của nàng, đều không hoàn thành. Và mặc cho Freya kết nối tình yêu, nhưng không thể đến được hôn nhân. Con cái sinh ra không như ý muốn, vợ chồng xích mích, trần gian không yên. Thế là Odin phải giảng hòa với Zeus. Frigg và Hera đã vứt những cái "quẻ liên lạc" xuống trần gian, và những người có nó đều trở thành nhà tiên tri, bói toán tài giỏi.

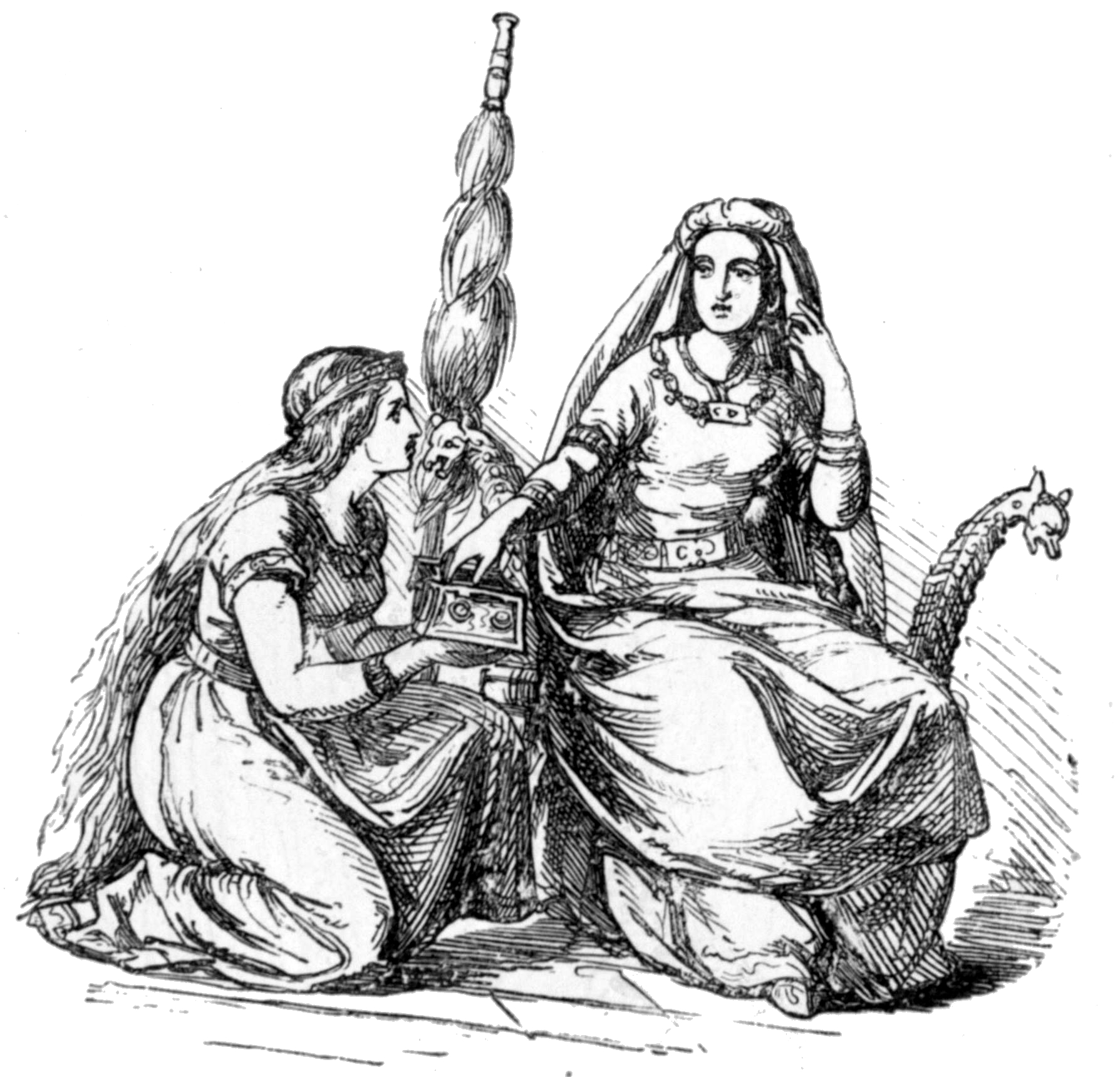
Frigg (ngồi) và Fulla bởi Ludwig Pietsch (1865)

## Văn hóa hiện đại
Trong tiếng Anh, Friday (ngày thứ Sáu) là "Ngày của Frigg" và được dịch từ dies Veneris trong tiếng Latin hay "Ngày của Venus", vị thần của tình yêu trong thần thoại La Mã (vốn lại là được dịch từ Aphrodites hemera trong tiếng Hy Lạp nghĩa là "Ngày của Aphrodite"). Trong các ngôn ngữ German thì ngày thứ Sáu lại là "Ngày của Freyja" như Freitag trong tiếng Đức, Vrijdag trong tiếng Hà Lan, và Fredag trong các tiếng Thụy Điển, Na Uy, Đan Mạch.
Trong vở opera Der Ring des Nibelungen của Richard Wagner Frigg là một nhân vật tên Frika, chị của Freia (Freyja).

### Tên gọi
Các tên của Frigg, Frigga thì thường được biết đến ở các nước sử dụng tiếng Anh, được biệt là Đức.
Frig trong gốc dịch lại, Fric trong gốc chuyển thể, Ficg trong văn hóa Mỹ với từ Fiction